# Brauerei Locher
Pour les articles homonymes, voir Locher.
Brauerei Locher est une brasserie appenzelloise fondée en 1810. Elle brasse la marque de bière Appenzell.

## Historique
Die Brauerei Locher est une entreprise familiale en Appenzell.
La brasserie a lancé, durant les années 1990, la première bière portant le label Bio Suisse, la Appenzeller Naturperle. Durant les années 1997–2007 la production s'est élevée à plus de 80 000 hectolitres. Durant les années 2010/2011, la production est montée à 140 000 hectolitres.

## Assortiment
- Quöllfrisch naturtrüb
- Naturperle, bière bio
- Hanfblüte, au chanvre
- Weizenbier
- Brandlöscher
- Vollmond-Bier (ausschliesslich in Vollmondnächten gebraut)
- Leermondbier, sans alcool
- Holzfass Bier,
- Flauder Panaché,
- Sonnwendlig, sans alcool
- Légère
- Säntis-Kristall
- Reisbier (bière au riz provenant de la région de Maggia au Tessin),
- Schwarzer Kristall
- Lager hell
- Lager dunkel
- Swiss Mountain
- Castégna, bière à la châtaigne
- Gran Alpin Amber[2]
- Gran Alpin Perla
- Gran Alpin Senza, bière bio sans alcool

En 2002, est mis sur le marché le premier whisky.

## Galerie

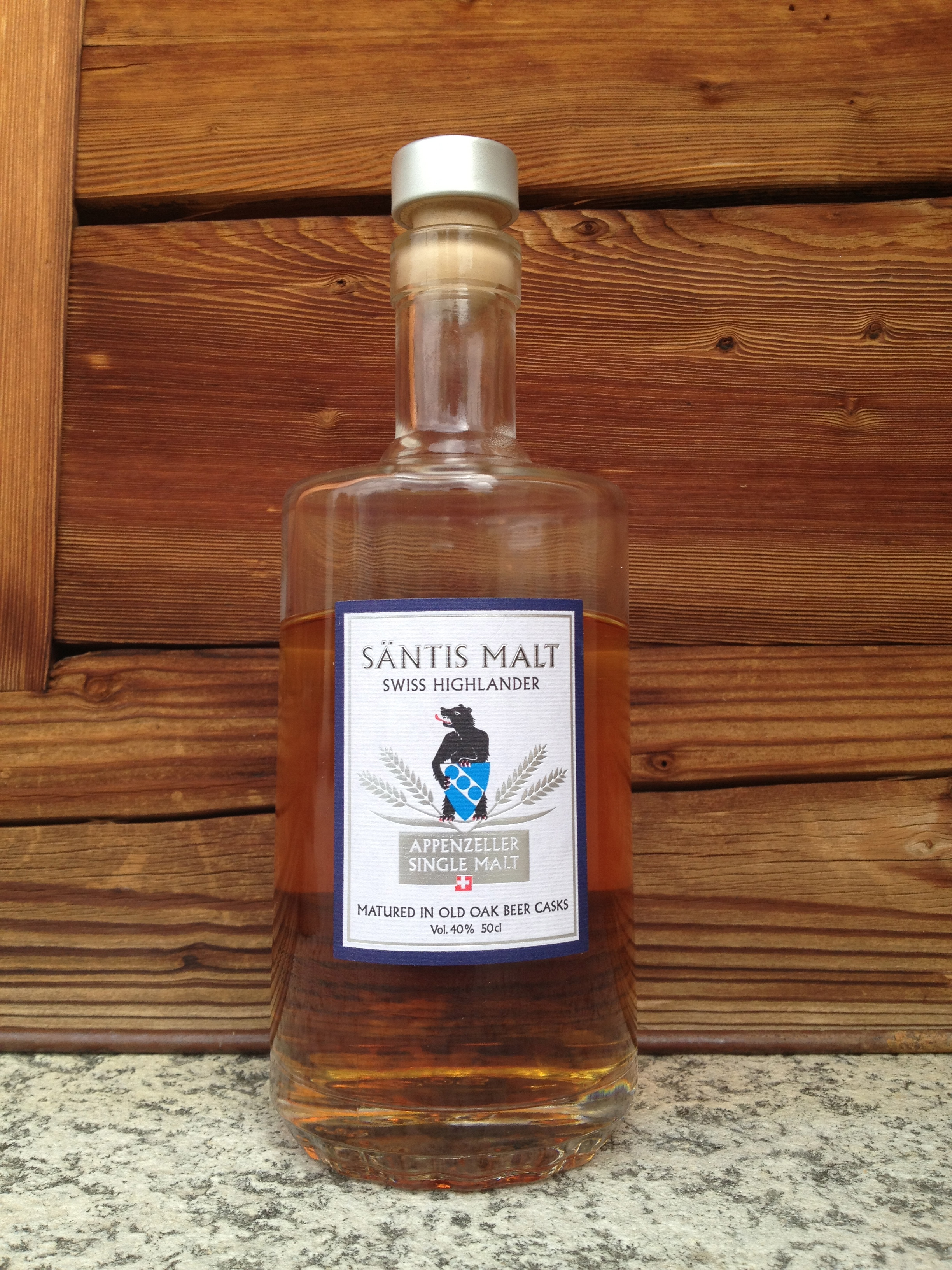
Säntis Malt
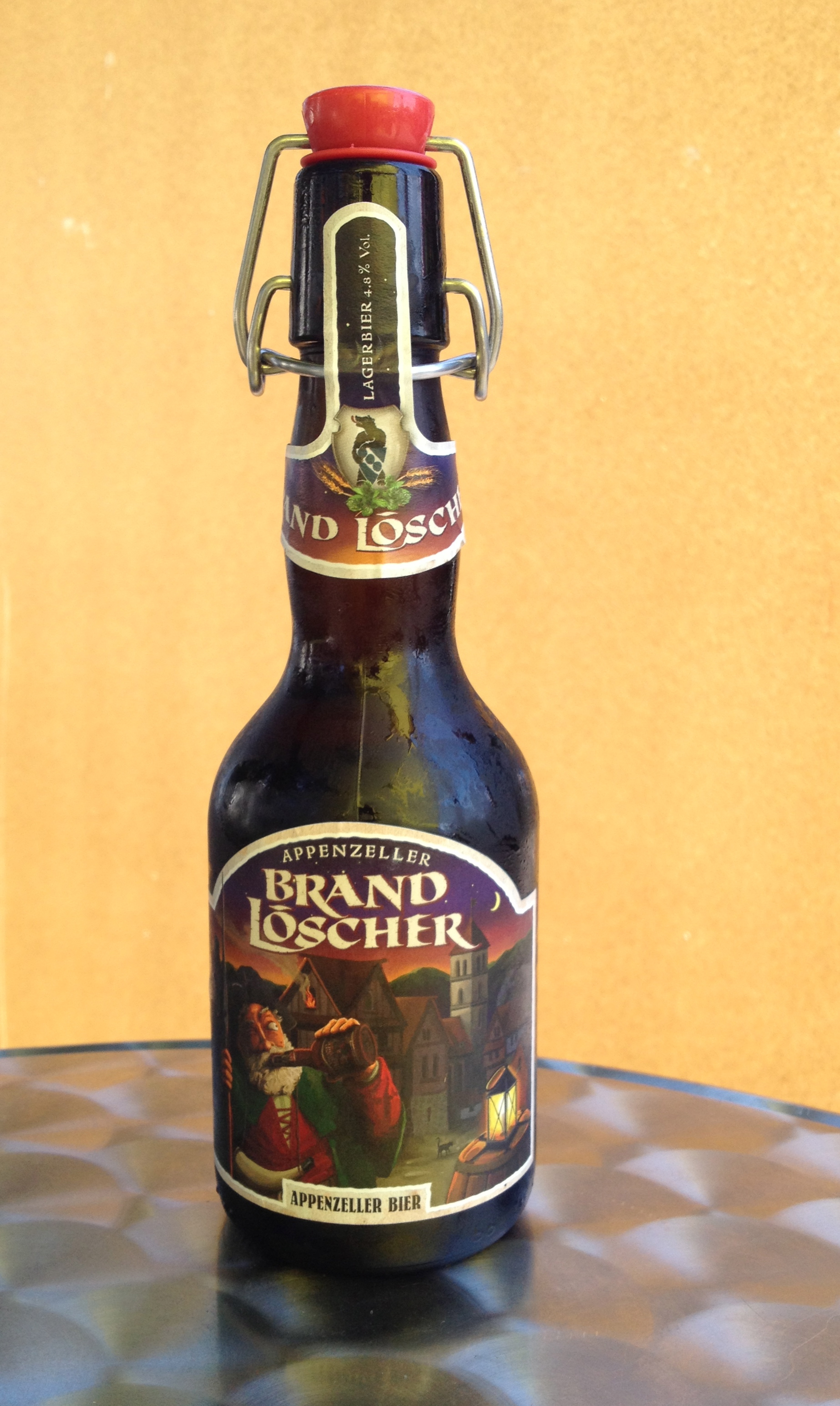